# Úbrež
Úbrež (Hongaars: Ubrezs) is een Slowaakse gemeente in de regio Košice, en maakt deel uit van het district Sobrance.
Úbrež telt 706 inwoners.